# 左坊
左坊，中华民国官員。安徽泾县人，属皖系军阀势力。
民国3年春任霞浦县知事，在职数月无所作为。是年12月转任建瓯县知事，在职期间割开分厘串票以牟取税款，地方人士控告后才退三千元用于重修当地钟楼。